# Ceriagrion rubellocerinum
Ceriagrion rubellocerinum är en trollsländeart som beskrevs av Fraser 1947. Ceriagrion rubellocerinum ingår i släktet Ceriagrion och familjen dammflicksländor. IUCN kategoriserar arten globalt som livskraftig. Inga underarter finns listade i Catalogue of Life.